# Stade Dynamo (Moscou)
Pour les articles homonymes, voir Stade Dinamo.
Le stade Dynamo (en russe : Стадион Динамо) était un stade omnisports basé à Moscou, en Russie. Il était utilisé pour des matchs de football et était capable d'accueillir 36 540 spectateurs. Le stade a été construit en 1928 et était le stade du Dynamo Moscou. Il a été l'un des stades utilisés pour le tournoi de football des Jeux olympiques d'été de 1980. Il a été détruit et remplacé par la VTB Arena, ouverte en 2019,.

## Architecture
Le stade Dynamo est construit en 1928 par les architectes Aleksandr Langman et Leonid Tcherikover.
La piste d’athlétisme qui entoure le terrain de football, n’est plus utilisée. Un monument à Lev Yashin est placé à l’entrée nord du stade. Des loges VIP sont disposées au-dessus de l’entrée des stands au nord et au sud.

## Événements marquants
Michael Jackson a réalisé une étape de son HIStory World Tour au stade Dynamo en 1996, année où Deep Purple s’y est également produit.
En 2008, le stade a fêté ses 80 ans.